# Иванов, Валентин Константинович
Валентин Константинович Иванов (18 сентября (1 октября) 1908, Санкт-Петербург — 30 октября 1992, Екатеринбург) — российский математик, член-корреспондент РАН (1991; член-корреспондент АН СССР с 1970 года), специалист в области теории функций, некорректных задач математической физики, лауреат Ленинской премии (1966).
В. К. Иванову принадлежат важные результаты в таких разделах математики, как теория функций комплексных переменных, математическая физика, функциональный анализ, теория обобщенных функций. «Наибольшую известность ему принесли работы по теории некорректных задач, которые вместе с исследованиями А. Н. Тихонова и М. М. Лаврентьева составили выдающееся достижение российской науки, способствовали утверждению лидирующего положения отечественной научной школы в этой области».

## Биография
Родился 18 сентября (1 октября по новому стилю) 1908 года в Санкт-Петербурге, начальное образование получил в реальном училище, а после переезда родителей в 1922 году в Свердловск продолжил учёбу в советской школе.
- 1930 Окончил Уральский политехнический институт (металлургический факультет).
- 1938 Окончил (заочно) математико-механический факультет Ленинградского университета.
- 1938—1947 Работает в Свердловском горном институте.
- С 1947 года Работает в Уральском университете (УрГУ). В УрГУ В. К. Иванов более 30 лет возглавлял кафедру математического анализа, несколько лет был проректором по научной работе.
- С 1955 года также работает в Институте математики и механики УрО РАН.
- 1966 В. К. Иванову и А. Н. Тихонову присуждена Ленинская премия — за работы по теории некорректных задач.
- 1970 Избран членом-корреспондентом АН СССР.

Заведовал отделом в ИММ УрО АН СССР, избирался председателем правления Уральского математического общества, входил в редколлегии ряда научных журналов, в Межведомственный совет по координации Научных исследований при президиуме УрО АН, в Научно-методический совет по математике Минвуза СССР и др.
Похоронен на Широкореченском кладбище Екатеринбурга.

## Научная деятельность
Труды по алгебре (теории матриц), теории чисел, теории функций (обобщенные функции, гармонические функции и целые функции многих комплексных переменных), математической физике, приближенным и численным методам и другим разделам математики.
Научную деятельность начал с исследований некоторых вопросов линейной алгебры и теории чисел, включая сравнительный анализ условий сходимости итерационных процессов для систем линейных уравнений, исследование аналогов тождеств Гамильтона-Кэли для нескольких матриц, решение задачи Н. Г. Чеботарёва о свойствах коэффициентов неприводимых уравнений деления круга.
Затем, во время работы в горном институте, занимался исследованием прикладных задач математической физики. В 1948 году, во время работы над обоснованием формального применения интегральных преобразований Фурье, предложил конструкцию квазифункций, совпадающих с обобщёнными функциями Л. Шварца, работы которого появились лишь в 1950—1951 гг.

## Публикации
Монографии
- Теория некорректных задач и её приложения. — М., 1978 (в соавт.)
- Нелинейные операторы в свертках; Обыкновенные дифференциальные уравнения. — Свердловск, 1983 (в соавт.).
- Дифференциально-операторные уравнения и некорректные задачи (в соавторстве с И. В. Мельниковой и А. М. Филинковым).

Избранные статьи
- Интегральное уравнение обратной задачи логарифмического потенциала // Докл. АН СССР. 1955. Т.105
- Связь между ростом целой функции многих переменных и распределением особенностей ассоциированной с нею функции // Матем. сб. 1957. Т43, № 3
- О некорректно поставленных задачах // Матем. сб. 1963. Т.61, № 2
- Ассоциативная алгебра простейших обобщенных функций // Сиб. матем. журн. 1979. Т.20, № 4.